# Classics Illustrated
Classics Illustrated é uma série de histórias em quadrinhos que traz algumas adaptações de obras da literatura clássica, projetada por Albert Lewis Kanter (1897-1973) em 1941 para a Elliot Publishing. A série mudou de editoras ao longo do tempo, entre elas, a First Comics no início de 1990, em 2003 pela Jack Lake Productions Inc. e desde o final de 2007, pela Papercutz.

## No Brasil
Uma pequena parte da série foi publicada pela EBAL na revista Edição Maravilhosa e pela Abril Jovem na revista homônima. Em 2010, a HQM Editora publicou Alice Através do Espelho, Lewis Carroll adaptado por Kyle Baker.